# Sunjong (Goryeo)
Sunjong, né le 28 décembre 1047 et mort le 5 décembre 1083, est le douzième roi de la Corée de la dynastie Goryeo. Il a régné du 2 septembre 1083 à sa mort.